# Rancor
El rancor es una criatura enorme perteneciente a la saga de ficción la Guerra de las Galaxias que aparece en el Episodio VI y en diversas áreas del universo paralelo de esta saga.
Son oriundos del planeta Dathomir, donde las Brujas de Dathomir podían domarlos y usarlos como bestias de monta. Miden varios metros de altura y pueden coger con sus manos a un ser humano y tragárselo casi sin masticarlo. 
La gruesa piel musculosa lo hace altamente resistente a los blásters y a la mayoría de las otras armas de energía(con un Sable láser se le puede vencer, pero después de varios golpes). 
Luke Skywalker debió enfrentarse a uno en el palacio de Jabba el Hutt en Tatooine, sin su sable láser, usando solo los huesos de otros infortunados seres que fueron devorados por el animal. Finalmente el jedi prevaleció sobre la monstruosa criatura y usando una puerta lo hirió de muerte en el cuello.
En el juego El Poder de la Fuerza, Starkiller, el aprendiz de Darth Vader, debe enfrentarse a varios rancors en el planeta Felucia, muchos de ellos montados por chamanes felucianos.
En el capítulo 3 de la serie "El Libro de Boba Fett" los mellizos obsequian al protagonista con una cría de rancor y su domador (Danny Trejo) el cual indica que son criaturas sentimentalmente complejas.

## Historia
Después de las Guerras Clónicas, los Rancors fueron usados por los lugareños de Felucia para defender al planeta de los separatistas. Tras ello se utilizaron para desempeñar tareas pesadas o agrícolas (en algunos casos también para defender propiedades privadas) aunque también hay especímenes que viven en libertad.

## Tipos
Bull Rancor:
Una bestia más grande que un Rancor común, más agresivo y de un color grisáceo. De su cuerpo salen una especie de cuernos que utiliza para cargar contra su presa. Viven alejados de los de su especie y son muy difíciles de domesticar.
Rancor Feluciano: 
Una especie con colores más vivos y de domesticación más fácil, pues son de menor tamaño y más sociables. 

## Alimentación
Los Rancors son prácticamente parecidos a un Sarlacc ya que se alimentan de todo lo que encuentran (excepto plantas), aunque no tardan mucho en digerirlo. Como se puede apreciar en su primera aparición, esta bestia necesita una alimentación constante.

## Apariciones
Aparecen en Star Wars Knights of the Old Republic, en algunas misiones de Jedi Knight: Jedi Academy (donde se puede ver un rancor mutado genéticamente), en el videojuego Star Wars: The Force Unleashed, en el juego para móvil Star Wars: Galaxy of Heroes, y en el Palacio de Jabba en el Episodio VI.